# Yuto Maeda
Yuto Maeda (født 22. november 1994) er en japansk fodboldspiller, som spiller for den japanske fodboldklub AC Nagano Parceiro.